# Tell Abraq
Tell Abraq (Til Abrook, en árabe: تل أبرق‎) fue una ciudad del Antiguo Oriente Próximo. Situada en la frontera entre Sharjah y Umm al-Qaywayn, en los Emiratos Árabes Unidos, a unos 50 kilómetros al noreste de Dubái, la ciudad se encontraba originalmente en la costa del Golfo Pérsico, pero los cambios en el nivel del mar han situado los restos de la ciudad tierra adentro. Está situada en la carretera principal que va de Umm Al Quwain a Falaj Al Mualla.
El tell que contiene las ruinas de Tell Abraq fue excavado originalmente por un equipo de la Universidad de Copenhague que trabajaba en los extensos restos de la ciudad de Ed-Dur, unos kilómetros al norte. Su intención original era confirmar la secuencia temporal anterior a la primacía de Ed-Dur, en torno al 1000 a. C.. Sin embargo, se sorprendieron al encontrar amplios indicios de asentamientos muy anteriores, que se remontan al periodo de la cultura de Umm al-Nar, incluida una fortificación monumental del III milenio a. C.
Tell Abraq ha sido citado como el «asentamiento prehistórico mejor conservado y más grande del Bajo Golfo»" y se cree que es uno de los lugares clave de la zona que los sumerios conocían como Magan.

## Historia
Los hallazgos de Tell Abraq muestran una ocupación humana durante los periodos de Umm Al Nar, cultura de Umm al-Nary Edad del Hierro, desde aproximadamente el año 2200 a. C. hasta el 200 d. C. En el núcleo del asentamiento hay una gran fortificación circular construida con adobe y revestida de piedra, de unos 40 metros de diámetro y ocho de altura. Se ha conservado gracias a una plataforma de adobe de la Edad del Hierro construida sobre la fortificación. Es la mayor de las torres distintivas de la fortaleza de Umm al-Nar que se ha excavado en los EAU. Además de una colección de edificios y chimeneas de Umm Al Nar, se encontraron edificios de adobe que datan del segundo y principios del primer milenio a. C.
La tumba de Umm al-Nar de 6 metros de diámetro, situada a 10 metros al oeste de la torre y construida con sillares de piedra caliza y cantos rodados, contenía los restos, en su mayoría desarticulados, de unos 410 individuos (276 adultos). El análisis de los restos humanos ha demostrado que los individuos enfermos y con movilidad limitada recibían cuidados, lo que apunta a una sociedad desarrollada lo suficientemente segura y próspera como para poder permitirse la compasión. Se descubrió que una de las personas, una mujer de unos veinte años, padecía poliomielitis, lo que se considera el caso más antiguo de la historia de la humanidad.
Al igual que en el caso de Ed-Dur, existen pruebas de la existencia de amplios vínculos comerciales entre los habitantes de Tell Abraq y Mesopotamia, Irán y la Valle del Indo. Entre los hallazgos se encuentran dos pesas cúbicas harappanas, joyas de ágata y cornalina características de los harappanos y una figura de pato de marfil, así como estaño y marfil procedentes de Afganistán. Un peine de marfil y cerámica hallados en el yacimiento se han relacionado por su forma decorativa con Bactriana.
En Tel Abraq, unos 600 fragmentos de cerámica Barbar de borde rojo muestran claros vínculos con la isla de Umm al-Nar y con los antiguos túmulos funerarios de Dilmún o Baréin.
Tell Abraq posee la mayor colección de restos faunísticos descubiertos en un yacimiento arqueológico de la península arábiga. Se criaban animales domésticos como ovejas, cabras y vacas, y se cazaban animales salvajes locales como gacelas y órices. El pescado y el marisco, así como las tortugas y los dugongos del Golfo Pérsico, se consumían en abundancia. Las excavaciones han sacado a la luz más de 100 000 restos óseos de animales.
Tanto Tell Abraq como Shimal y Seih Al Harf en Ras al-Khaimah muestran una continuación de los periodos de Umm Al Nar a Wadi Suq, aunque Shimal ha producido una preponderancia de los enterramientos distintivos de Wadi Suq. La torre de Tell Abraq siguió estando ocupada durante todo este periodo, con indicios de un cambio en el estilo de vida de sus ocupantes y una mayor dependencia del marisco. Otros posibles vínculos entre estas dos comunidades (a través de Ed-Dur) los proporcionan los hallazgos de cerámica de la Edad del Hierro en Tell Abraq, que incluyen artefactos similares a los encontrados en Shimal.

## Arqueología

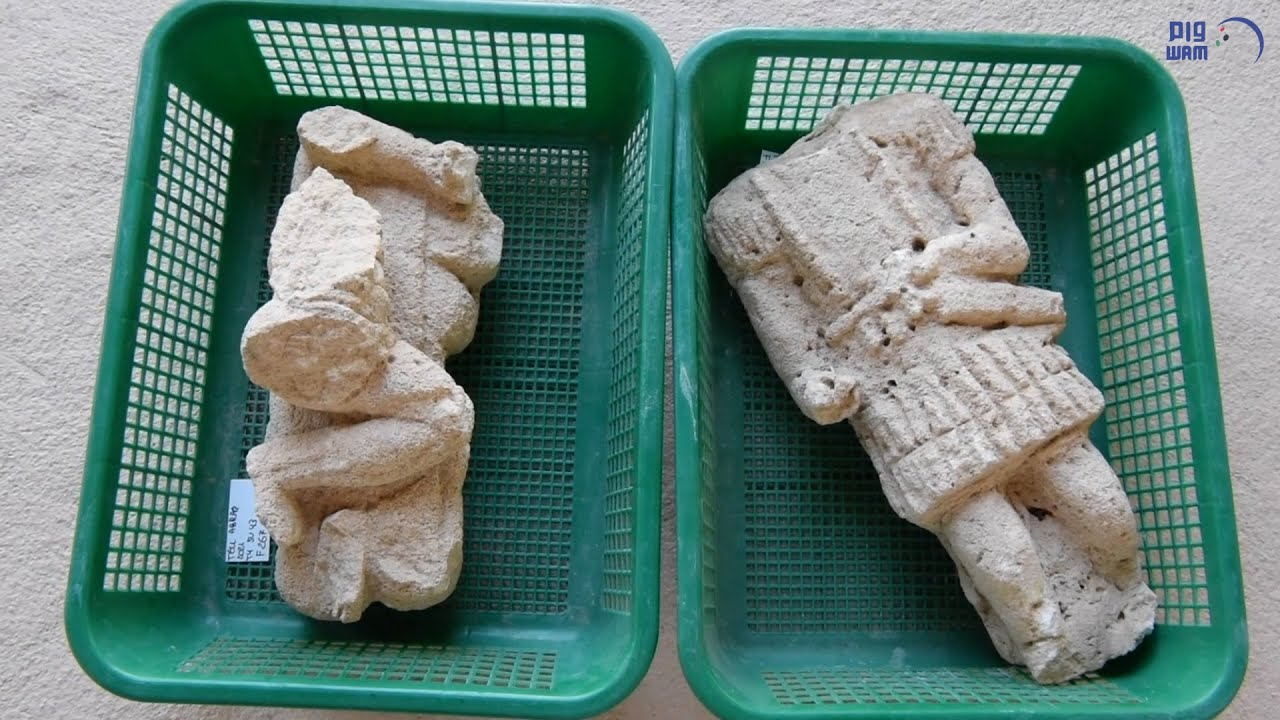
Dos estatuas del, de estilo helenístico o parta halladas en el yacimiento de Tell Abraq.

El yacimiento fue excavado en 5 campañas arqueológicas entre 1989 y 1998 por un equipo de la Universidad de Copenhague de Dinamarca dirigido por Daniel Potts. Los trabajos fueron reanudados en 2007 por un equipo conjunto del Bryn Mawr College y la Universidad de Tubinga dirigido por Peter Magee. En un principio se dedicó principalmente a catalogar el yacimiento existente, pero en 2010 se emprendieron excavaciones a gran escala. Una muestra de carbón vegetal de la zona de la base de la torre de la fortaleza de Umm al-Nar proporcionó una datación por radiocarbono de 2461-2199 a. C. (fecha C14 3840±40 a. C.). Se calibró con IntCal13.